# Tweede Kamerverkiezingen 1948

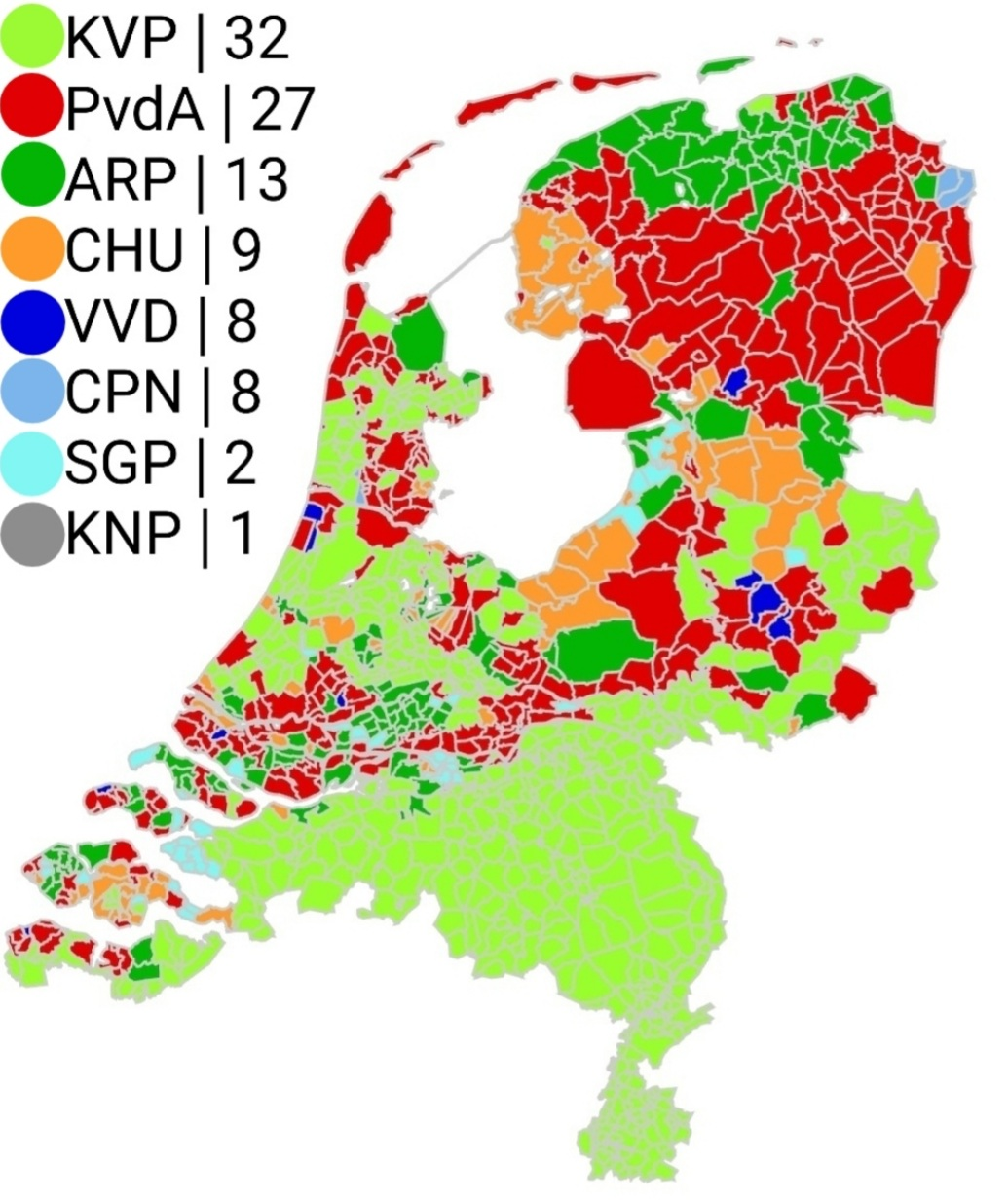
Grootste partij per gemeente

De Tweede Kamerverkiezingen 1948 waren verkiezingen in Nederland voor de Tweede Kamer der Staten-Generaal. Zij vonden plaats op 7 juli 1948.
De verkiezingen waren noodzakelijk geworden door de ontbinding van de Tweede Kamer nadat een voorstel tot Grondwetsherziening in eerste lezing door Tweede Kamer en Eerste Kamer aangenomen was. Een onderdeel van deze grondwetswijziging was de herziening van het Nederlandse staatsbestel vanwege de voorgenomen soevereiniteitsoverdracht aan Indonesië.

## Uitslag

### Verkiezingsprognose
Voorafgaand aan deze verkiezingen werd in april 1946 door het Nederlands Instituut voor de Publieke Opinie (NIPO) voor het eerst een zogeheten Galupp poll uitgevoerd, een steekproef waarbij aan kiezers werd gevraagd welke partij zij zouden stemmen indien er die dag verkiezingen zouden plaatsvinden. De uitslag daarvan werd kort voor de daadwerkelijke verkiezingen bekendgemaakt, op 15 mei 1946. Bij deze opiniepeiling verklaarde 32% op de KVP te zullen stemmen, 25% op de PvdA, 13% op de ARP, 10% op de CHU, 9% op de CPN, 8% op de VVD, 2% op de SGP en 1% op overige partijen.

### Opkomst en kiesdeler
|                          | 1946      | 1946      | 1948      | 1948  |
| # stemmen                | %         | # stemmen | %         |       |
| ------------------------ | --------- | --------- | --------- | ----- |
| Kiesgerechtigden         | 5.275.888 |           | 5.433.633 |       |
| Niet opgekomen           | 363.873   | 6,90      | 344.051   | 6,33  |
| Opkomst                  | 4.912.015 | 93,10     | 5.089.582 | 93,67 |
| Blanco/ongeldige stemmen | 151.304   | 3,08      | 156.625   | 3,08  |
| Geldige stemmen          | 4.760.711 | 96,92     | 4.932.957 | 96,92 |
| Kiesdeler                | 47.608    | -         | 49.330    | -     |

### Verkiezingsuitslag naar partij
Bij deze verkiezingen kwam de KVP als sterkste uit de bus. Net als in 1946 behaalde zij 32 zetels. De PvdA verloor twee zetels en kwam op 27 zetels. Winst was er voor de VVD (de voortzetting van de PvdV) en de CHU (één zetel). De CPN verloor twee zetels. Ter rechterzijde kwam oud-minister van Koloniën Welter via een eigen lijst in de Kamer. Welter keerde zich tegen de in zijn ogen te progressieve koers van de KVP.
| Partij                   | Partij                         | 1946      | 1946  | 1946   | 1948      | 1948  | 1948   | verschil | verschil |
| Partij                   | Partij                         | # stemmen | %     | zetels | # stemmen | %     | zetels | %        | zetels   |
| ------------------------ | ------------------------------ | --------- | ----- | ------ | --------- | ----- | ------ | -------- | -------- |
|                          | KVP                            | 1.466.582 | 30,81 | 32     | 1.531.154 | 31,04 | 32     | +0,23    | 0        |
|                          | PvdA                           | 1.347.940 | 28,31 | 29     | 1.263.058 | 25,60 | 27     | -2,71    | -2       |
|                          | ARP                            | 614.201   | 12,90 | 13     | 651.612   | 13,21 | 13     | +0,31    | 0        |
|                          | CHU                            | 373.217   | 7,84  | 8      | 453.226   | 9,19  | 9      | +1,35    | +1       |
|                          | VVD                            | 305.287   | 6,41  | 6      | 391.923   | 7,94  | 8      | +1,53    | +2       |
|                          | CPN                            | 502.963   | 10,56 | 10     | 382.001   | 7,74  | 8      | -2,82    | -2       |
|                          | SGP                            | 101.759   | 2,14  | 2      | 116.937   | 2,37  | 2      | +0,23    | 0        |
|                          | Lijst Welter                   | -         | -     | -      | 62.376    | 1,26  | 1      | +1,26    | +1       |
|                          | Middenstandspartij             | -         | -     | -      | 40.949    | 0,83  | 0      | +0,83    | 0        |
|                          | Onafhankelijke Nationale Groep | -         | -     | -      | 22.175    | 0,45  | 0      | +0,45    | 0        |
|                          | OSDAP/VPvdW                    | -         | -     | -      | 15.322    | 0,31  | 0      | +0,31    | 0        |
|                          | RCP                            | -         | -     | -      | 2.224     | 0,05  | 0      | +0,05    | 0        |
| overige partijen in 1946 | overige partijen in 1946       | 48.762    | 1,02  | 0      | -         | -     | -      | -1,02    | 0        |
| Totaal                   | Totaal                         | 4.760.711 | 100   | 100    | 4.932.957 | 100   | 100    | 0        | 0        |

## Kabinetsformatie
De kabinetsformatie was erop gericht een kabinet te vormen dat met het oog op de voorgenomen grondwetsherziening over een tweederdemeerderheid kon beschikken. Dat leidde in augustus 1948 tot het door KVP, PvdA, CHU en VVD gesteunde kabinet-Drees-Van Schaik.
*1848 · *1850 · **1852 · *1853 · **1854 · **1856 · **1858 · **1860 · **1862 · **1864 · **1866 (I) · *1866 (II) · *1868 · **1869 · **1871 · **1873 · **1875 · **1877 · **1879 · **1881 · **1883 · *1884 · *1886 · *1887 · *1888 · 1891 · *1894 · 1897 · 1901 · 1905 · 1909 · 1913 · *1917 · *1918 · 1922 · 1925 · 1929 · *1933 · 1937 · *1946 · *1948 · 1952 · 1956 · *1959 · 1963 · *1967 · 1971 · *1972 · 1977 · 1981 · *1982 · 1986 · *1989 · 1994 · 1998 · 2002 · *2003 · *2006 · *2010 · *2012 · 2017 · 2021 · *2023 · *2025
* Algemene verkiezingen in verband met (vervroegde) ontbinding van de Tweede Kamer
** Periodieke verkiezingen in verband met het einde van de zittingstermijn van de helft van de Tweede Kamerleden